# Biadaszki (Kępno)
Pour les articles homonymes, voir Biadaszki.
Biadaszki est une localité polonaise de la gmina de Łęka Opatowska, située dans le powiat de Kępno en voïvodie de Grande-Pologne.